# Hubbard Lake (Míchigan)
Hubbard Lake es un lugar designado por el censo ubicado en el condado de Alcona en el estado estadounidense de Míchigan.  La localidad en el año 2010, tenía una población de 1.002 habitantes, con una densidad poblacional de 17,19 personas por km².

## Geografía
Hubbard Lake se encuentra ubicado en las coordenadas 44°48′39.05″N 83°33′37.8″O / 44.8108472, -83.560500. Según la Oficina del Censo, la localidad tiene un área total de 58,3 km² (22,5 mi²), de la cual 22,9 km² (8,8 mi²) es tierra y 3,34 km² (1,3 mi²) (60.64%) es agua.

### Localidades adyacentes
El siguiente diagrama muestra a las localidades en un radio de 32 kilómetros (19,9 mi) de Hubbard Lake.

## Demografía
En el 2000 la renta per cápita promedia del hogar era de $38.611, y el ingreso promedio para una familia era de $41.827. El ingreso per cápita para la localidad era de $24.550. En 2000 los hombres tenían un ingreso per cápita de $32.250 contra $27.500 para las mujeres. Alrededor del 7% de la población estaba bajo el umbral de pobreza nacional.